# 封建領主

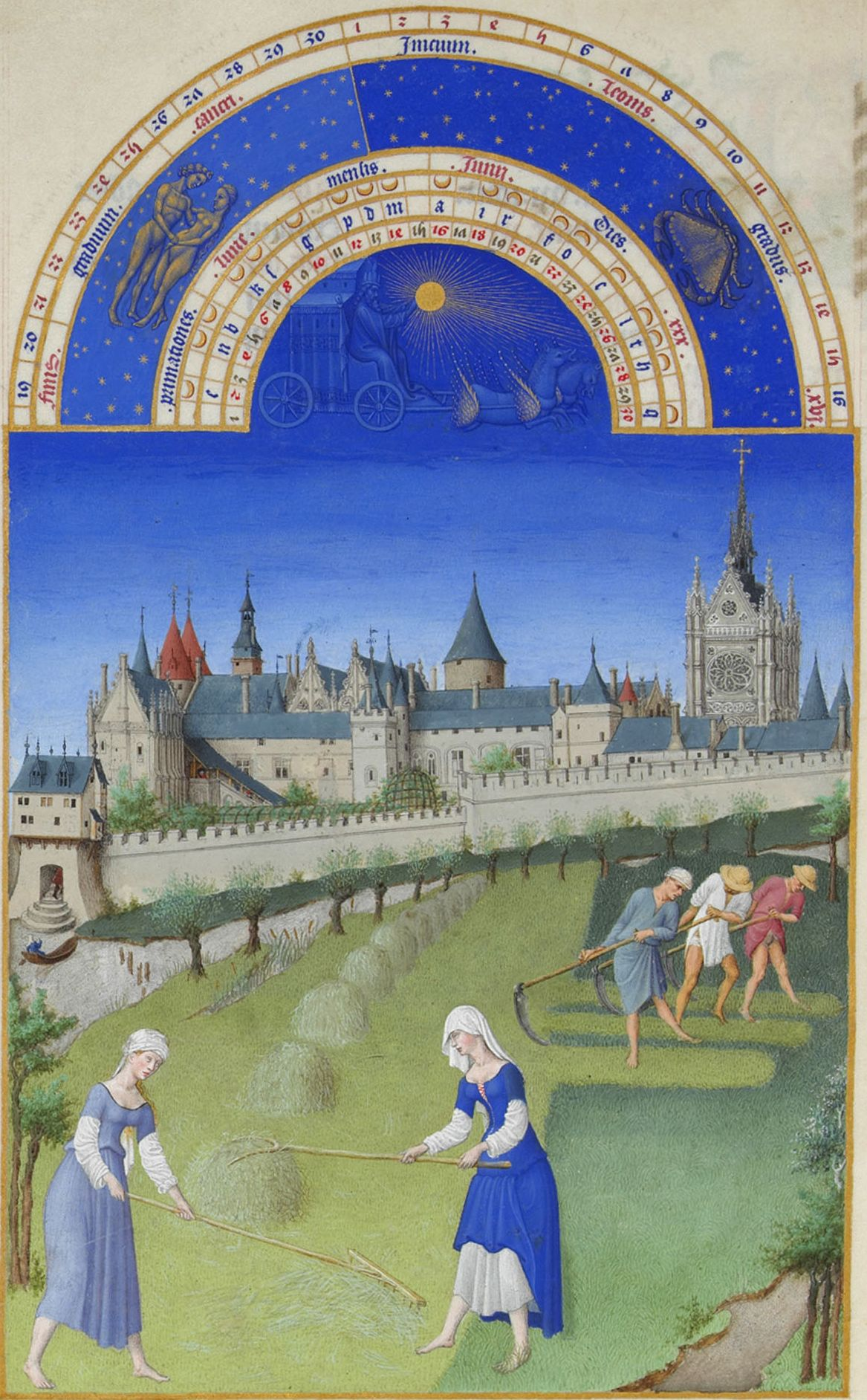
『ベリー公のいとも豪華なる時祷書』より絵暦（6月）
中世の西ヨーロッパでは、封建領主の館を中心とする自給自足を原則とした荘園制が形成された

封建領主（ほうけんりょうしゅ、feudal lord）又は領主（りょうしゅ、lord）とは、封建制における領主階級をさす用語。ヨーロッパ中世の封建制において見られる。日本の中世・近世における領主層が封建領主と呼ばれたこともあった。

## ヨーロッパにおける封建領主

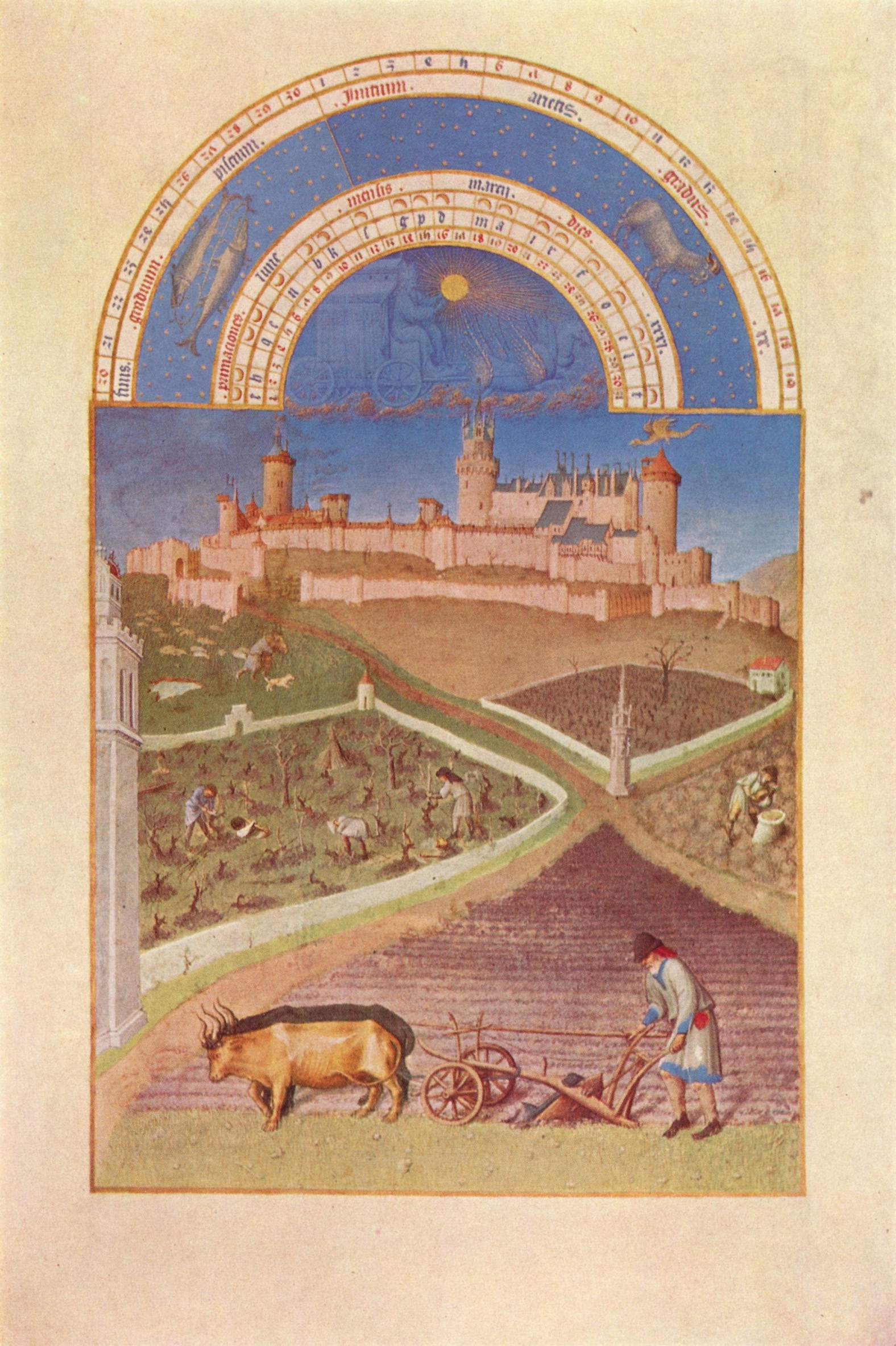
ベリー公の絵暦（3月）

中世の西ヨーロッパで特徴的にみられた独自の社会は封建社会とよばれている。
封建領主は、封建社会における支配層を形成し、国王や教会、諸侯、騎士などからなる。封建領主相互に階層性があり、より上級の領主（とくに国王）から与えられた土地（封土、feudum）とその住民に対する支配権を領主権（バン領主権、Seigneurie banale）という。封建領主のあいだでは、相互に契約にもとづいた主従関係が結ばれ、主君は臣下に土地を与え、保護するかわりに、臣下は主君に忠誠を誓い、軍役の義務を果たさなければならなかった。この契約は双務的性格をもつもので、一方が義務を履行しない場合は契約が解消されることもあった。君主によって授与された封土はいくつにも分割されうるもので、君主からみれば、直臣、下級家臣へと連なる階層構造をもつと同時に、臣下からみれば複数の主君をもつこともあった。
これらの封土は荘園として経営され、荘園内の農民を支配し、封建領主の館を中心として自給自足を原則とする荘園制がかたちづくられた。領主権には裁判権、警察権や農民からの貢納を徴収する権利などがあり、支配下の農民を保護する義務も有していた。
農民は領主直営地での労働をはじめ、賦役、貢納、結婚税、死亡税、人頭税など多くの義務と重い負担を負い、また、教会にも生産物の10分の1（十分の一税）を納めなければならなかった。家族・農具・住居の所有権は認められたが、職業選択の自由と移転の自由は認められず、また、農民保有地を自由に処分することも認められなかったので農奴とよばれる。
なお、こうしたヨーロッパの封建制（Feudalism）は、ゲルマン国家における従士制と古代ローマ帝国末期の教会領にみられた恩貸地制の双方に起源をもち、荘園制（農奴制）と結びつくことで成立したとされる。

### 中世ヨーロッパの3身分
中世ヨーロッパにおいては、
1. 祈る人（聖職者）
2. 戦う人（戦士）
3. 耕す人（農民）

に身分を分ける考え方が浸透した。戦士身分は騎士とよばれたが、国王をはじめとする高位の貴族も広義においては戦う人、すなわち騎士に含まれる。祈る人もまた封建領主であり、人びとを3身分に分ける考え方はフランス革命前の身分別議会である三部会にまで引き継がれた。

### 諸侯
イギリスでは、貴族からではなく国王から直接封土を授かった者（テナント・イン・チーフ）のうち、とくに大きな所領を持ち有力なバロン（baron）を諸侯と訳している。

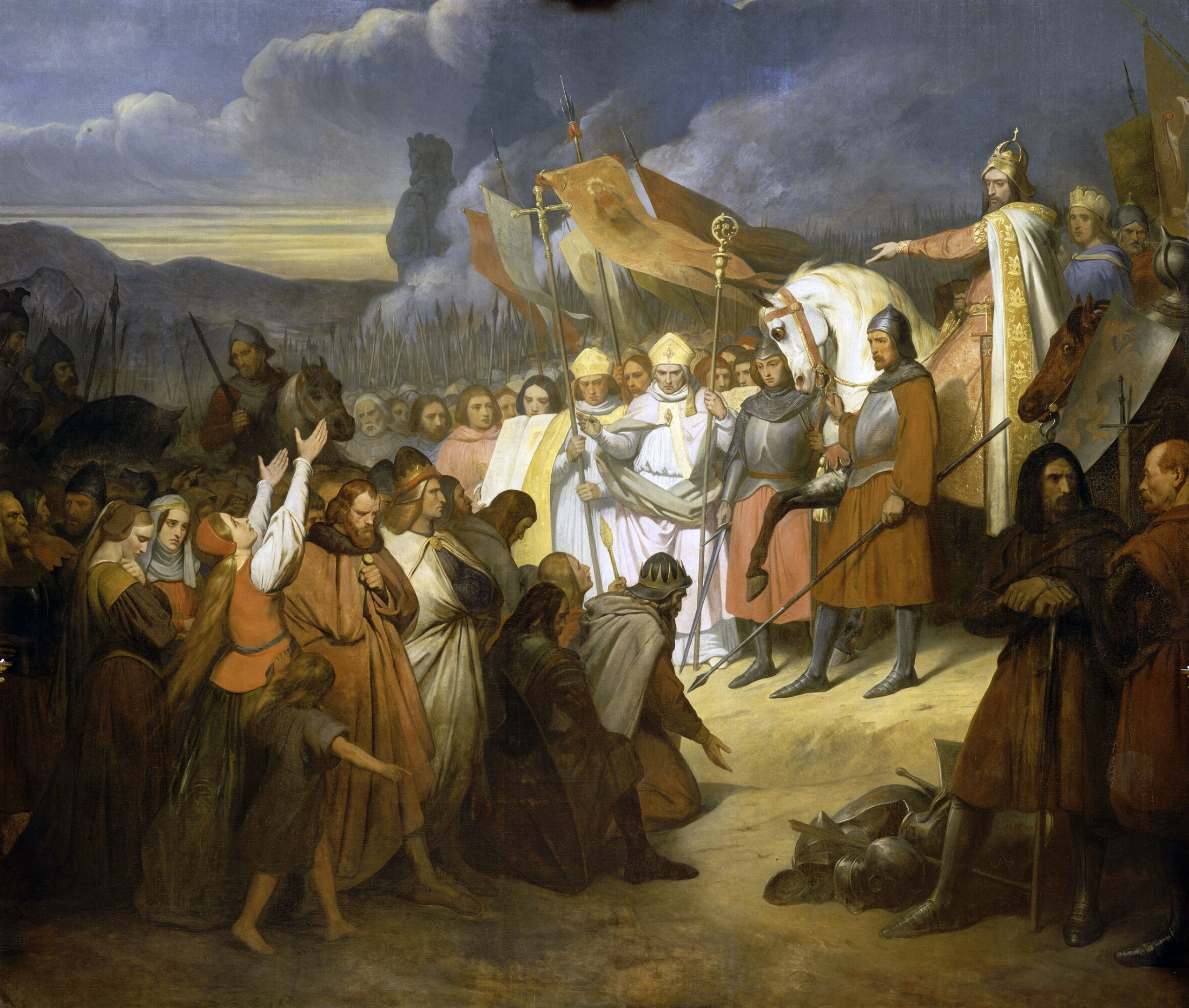
ヴィドゥキントを降伏させたカール大帝

フランスでは、もともとはフランク王国のカール大帝の時代に設けられた地方長官「伯」（ラテン語：comes、フランス語：comte）が、やがて世襲化し、自立化して領域支配をおこない、ラテン語でプリンキペス（principes）と称した。これを諸侯と呼んでいる。フランスでは諸侯のうち有力な者が、公（duc）や侯（marquis）を名乗るようになる。
ドイツにおいては、「伯」（ラテン語:comes、ドイツ語：Graf）のうち、大きな領域を世襲支配し、権限の強かった辺境伯（Markgraf）はじめ、宮中伯（Pfalzgraf）、方伯（Landgraf）や城伯(Burggraf)、大公（ラテン語：dux、ドイツ語：Herzog）などの神聖ローマ皇帝の権力に直属した上級貴族と、大司教や修道院長で、所領を皇帝から直接封土として与えられている諸侯（聖界諸侯 ドイツ語:Kirchenfürst）を合わせ、12世紀頃に帝国諸侯（ラテン語：principes imperii、ドイツ語：Reichsfürst）と呼ばれるようになった。

### 騎士
騎士（knight）とは、主君と主従関係を結んで軍事的奉仕をおこなう戦士階級の総称である。一般には小領主のことが多く、直接的な軍事担当身分であった。732年のトゥール・ポワティエ間の戦いに際し、フランク王国の宮宰カール・マルテルが騎士制度を創設したことが嚆矢とされる。

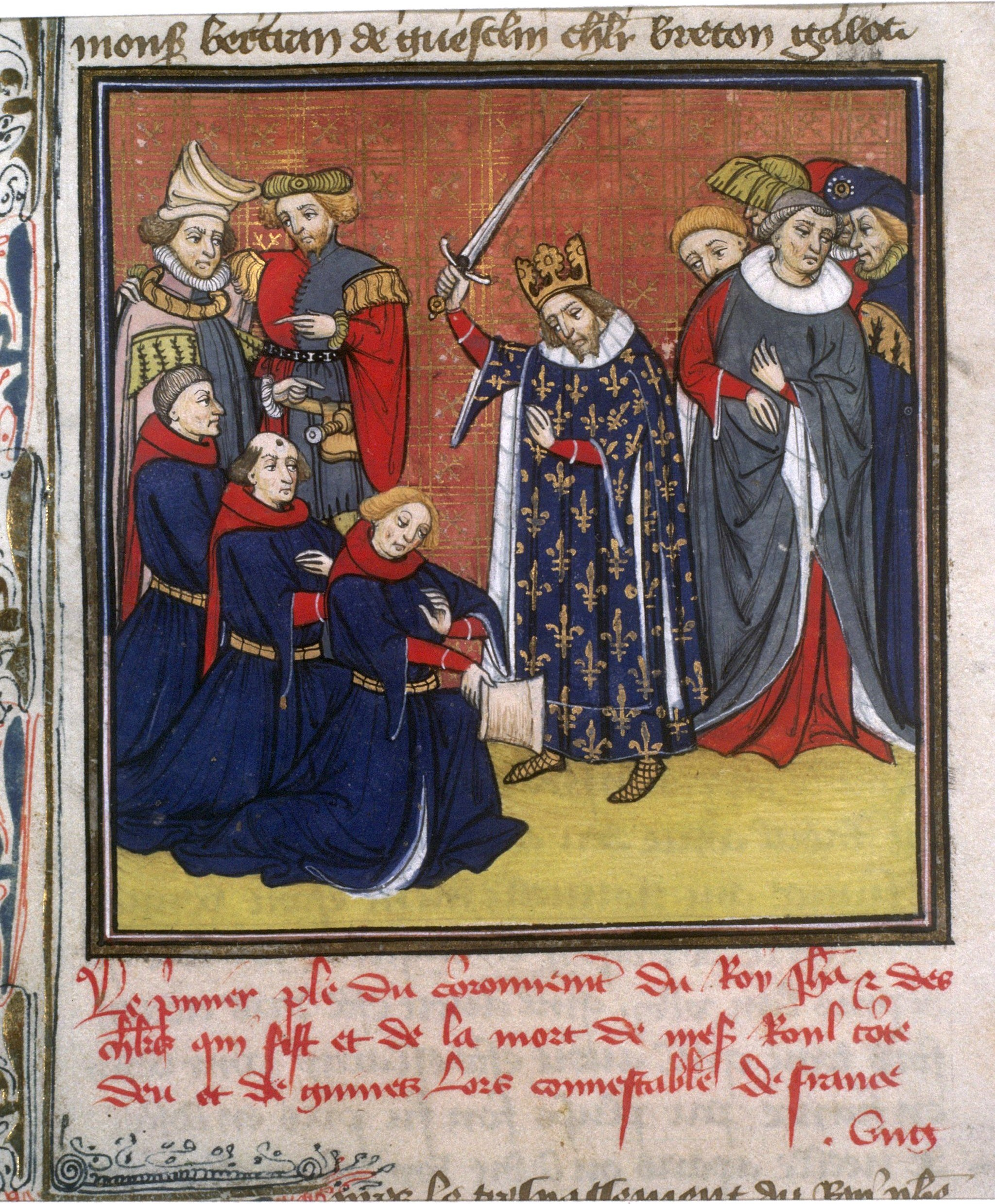
ジャン2世 (フランス王)による騎士叙任

中世ヨーロッパにおいては重装騎兵が戦闘の主役であり、そのためには優れた技量と精神的、肉体的な鍛錬が必要だとされ、その資格を有するものに「騎士」の称号を与えたのである。
騎士になるにはまず、7歳頃から小姓（ページ）となり、主君に仕え騎士として必要な技術を学び、14歳頃に元服すると従士（スクェア）となり、実際の戦闘にも参加するようになり、一人前の騎士と認められると主君から叙任を受けることとなった。叙任の儀式は基本的には、刀礼（主君の前にひざまずいて頭を垂れる騎士の肩を、主君が長剣の平の部分で叩く）というものだが、この儀式を経て始めて長剣を公然と帯びることが、すなわち新騎士を戦闘員として公的に認知されることを意味していた。騎士の戦士としての本来の役割が薄れると、かえって叙任の儀式は複雑化して、宗教的意味合いや騎士道精神が強調されるようになった。騎士道精神とは、勇気、名誉、忠誠、正義、貴婦人への敬慕などの総称であるが、これは騎士社会内部に適用するものであり、農奴や異民族、異教徒にこの精神が発揮されることは概してなかった。
当初は騎士は叙任されるもので、世襲的身分ではなかったが、騎士としての装備を維持する必要から封土が与えられた層に固定され、やがて男爵以上の貴族の称号を持たない層に対する称号となった（ナイト爵）。

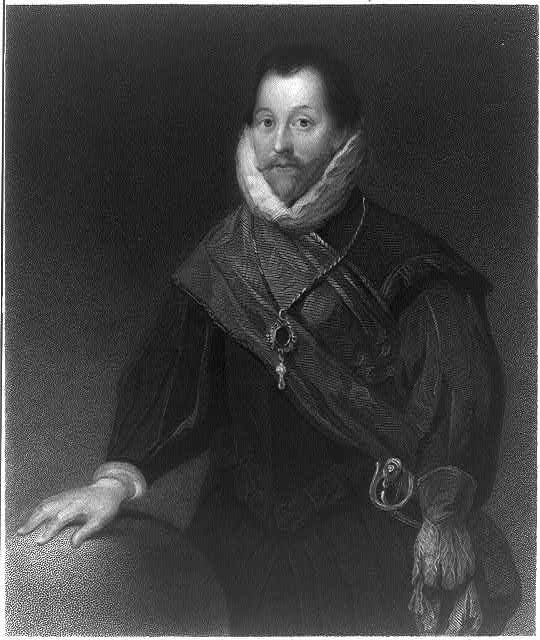
フランシス・ドレーク

16世紀以降、火器の使用、歩兵、弓兵が重視されるようになって騎乗戦の意義が薄れ、騎士が戦士としての役割を終えると、純粋に社会的階級における一呼称となり、現在でもイギリスなどでは、男爵、準男爵に次ぐ地位として、ナイトが勲章システムと結びついて存在している。別称は勲功爵、勲爵士であるが、ナイト位は爵位ではなく勲位であるため、不適切な訳語である。
海賊フランシス・ドレークが私掠船による略奪でスペイン船に打撃を与えたとしてエリザベス1世より「騎士」の称号を与えられたのは有名である。
騎士への敬称は主に Sir である。これを「卿」と翻訳するのは、騎士が中国や日本における「卿」（卿 — 太夫 — 士）と比べるとはるかに低い階級であるため、厳密に言えば適切とは言えない。また、貴族の尊称 Lord も同じく「卿」と訳されることが多いため注意が必要である。

### 教会・修道院
教会や修道院もまた、領地と農奴とを支配する封建領主（聖界諸侯）であった。そこでは、ローマ教皇を頂点とする＜教皇－大司教－司教－司祭＞というヒエラルキー（聖職階層性）が形成されていた。なお、ローマ教皇領は、ピピン3世がフランク王国の王位承認の見返りとして、754年からその翌年にかけてランゴバルド王国と戦い、ラヴェンナを奪って教皇ステファヌス2世に献上したこと（ピピンの寄進）が始まりとされる。

### 直営地
直営地とは、中世ヨーロッパにおいて、領地のなかで封建領主が直接経営を管理する土地のことである。農民の労働によってまかなわれ、収穫は領主の収入となった。のちに分割して農民の保有地に組み入れられることとなった。

### ヨーロッパ封建領主の没落

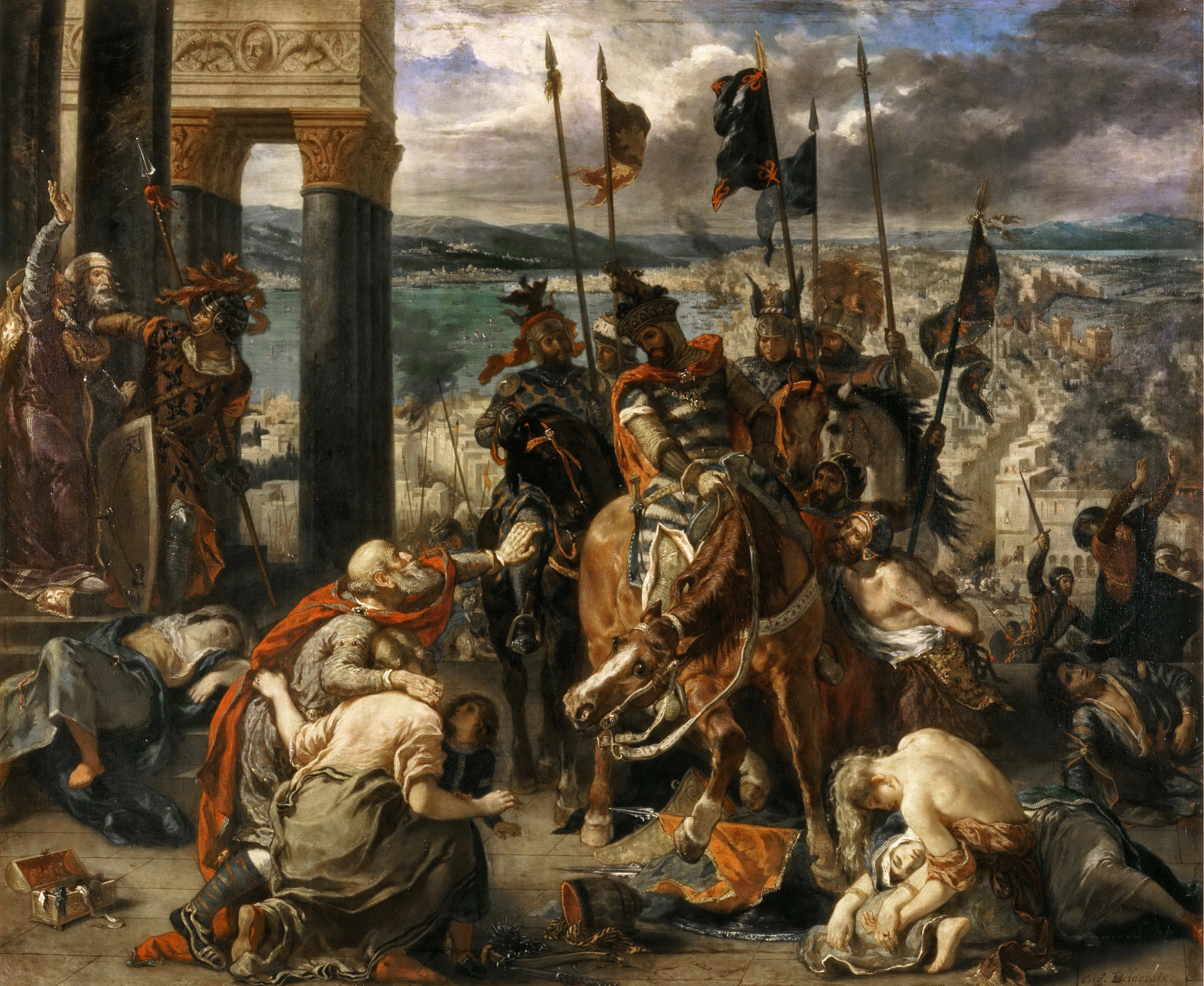
十字軍のコンスタンティノープル進軍

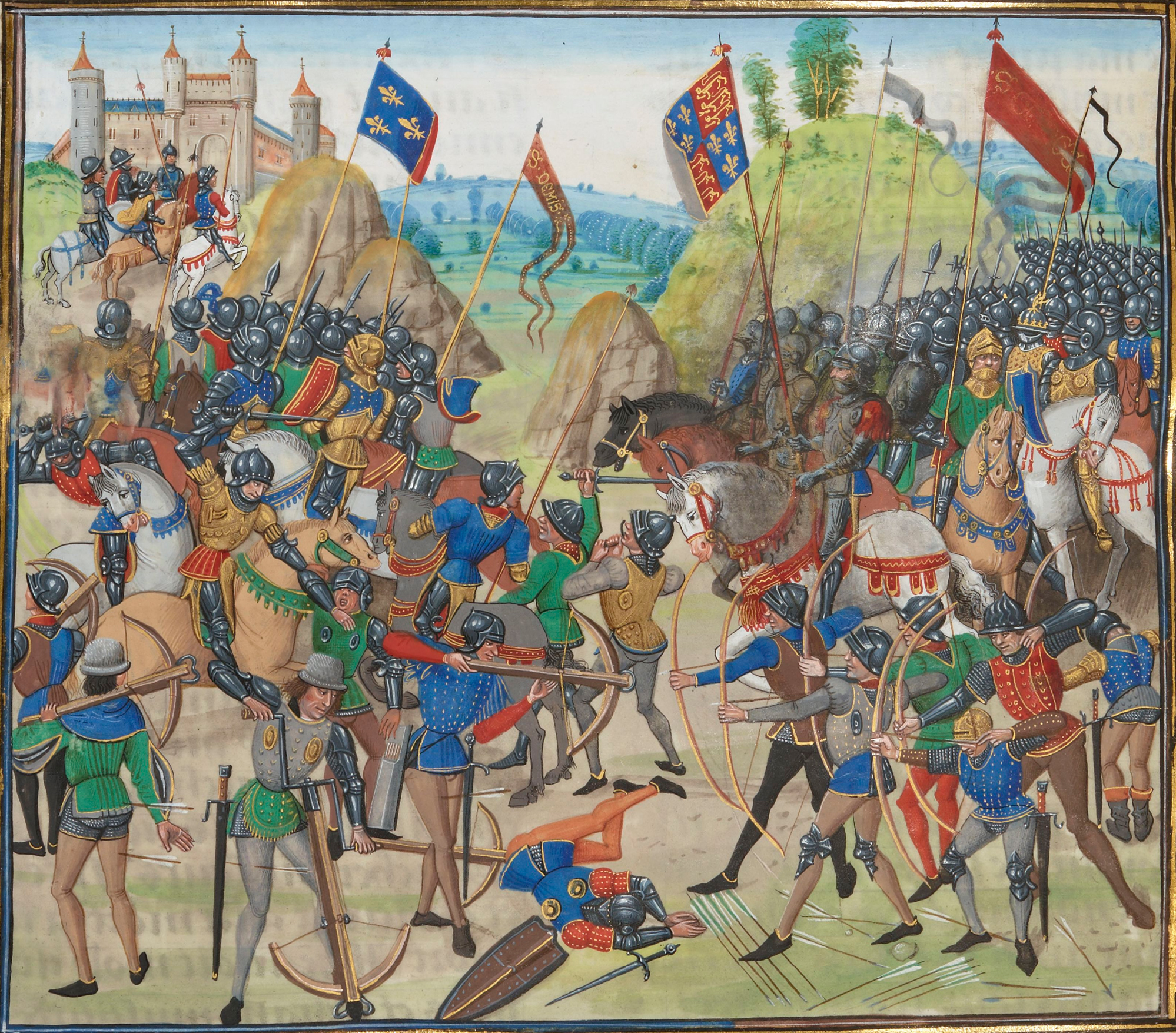
クレシーの戦い（百年戦争）

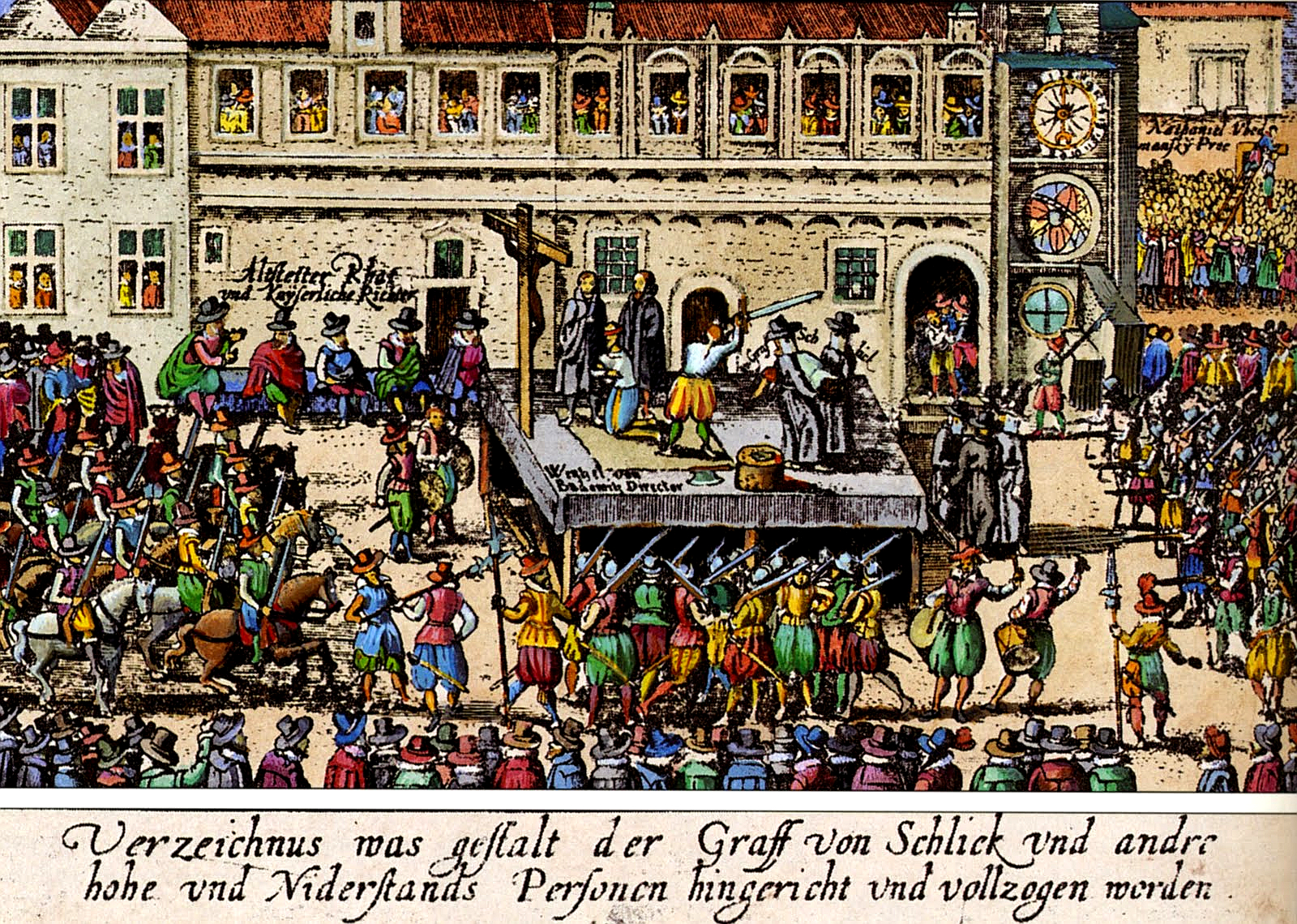
1621年、ボヘミアの反逆者に対する処刑とマスケット銃をかつぐ兵士（三十年戦争）

ヨーロッパにおける封建領主、とくに諸侯や騎士の没落は、徐々に進行したものではあるが、それにはいくつかの画期があった。
その第一は、11世紀末から13世紀後半にかけての十字軍の東征である。十字軍の資金調達の必要から教皇や皇帝、国王が徴税制度を発達させる一方、諸侯や騎士の武器や遠征費用は基本的には自弁であり、また、領地をしばしば留守にすることも余儀なくされた。遠征先の中近東でも皇帝、国王の指揮下に入った。これは、それまで確保していた諸侯、騎士の地位を下落させるものであった。また、これに前後して貨幣経済が進展し、封建領主は領主直営地を農民保有地にかえ、生産物や貨幣で地代を徴収するようになった。
第二は、14世紀から15世紀にかけての英仏間の百年戦争である。これは、現在のイギリスとフランスの国境線を画定した戦争であり、両国の国家体系や国民の帰属意識は、この戦争に先んじて存在していたというよりは、この長い戦争を通じてようやく形成されたといってよい。その意味で英仏が中央集権的な国家となって生まれかわる一方で、諸侯、騎士の没落を促す戦争であった。
この戦争ののち、イングランドでは「薔薇戦争」が起こって諸侯はさらに疲弊し没落する一方で、王権は著しく強化されテューダー朝による絶対君主制への道が開かれた。フランスでも、こののち宗教対立による内乱（ユグノー戦争）が発生したが、祖国が統一されたことで王権が伸張し、のちのブルボン朝による絶対君主制の基盤となった。
14世紀以降の戦乱の続発とともに、ペスト（黒死病）の流行もあって、当該期のヨーロッパの人口は減少したため、農民の地位は相対的に向上した。農民保有地の広がりもあいまって、農奴身分から解放された独立自営農民もあらわれはじめた。
第三には、上述した火器の使用があげられる。火縄銃のはじまりは15世紀末のヨーロッパで開発されたものと考えられるが、これは従来の戦法や戦争の様相を一変させてしまった。16世紀以降の戦争、なかでもドイツがその主たる戦場となった三十年戦争においてはアルブレヒト・フォン・ヴァレンシュタインのような戦争請負人が傭兵を集めて戦った。もはや、戦士としての騎士は必要とされなくなったのである。
第四は、大航海時代以降の世界の一体化にともなうアメリカ銀の西ヨーロッパへの大量流入による急激な物価上昇（価格革命）である。これにより、16世紀の西ヨーロッパは好況に沸き、商工業のいっそうの発展がもたらされたが、反面、固定した地代収入に依存する諸侯・騎士などの封建領主層はいっそう没落した。これに対し、東ヨーロッパでは、西欧の拡大する穀物需要に応えるために、かえって農奴制が強化され農場領主制と呼ばれる経営形態が進展した。

## 日本における封建領主
日本の歴史における封建領主概念は、実のところ一定していない。これは日本史学における封建制の位置づけが結論をみていないことと密接に関係している。さらに、日本の中世史学、近世史学いずれにおいても、1980年代 - 1990年代以降、封建制概念が研究対象から大きく後退しており、それに伴って、日本史上に封建領主という概念を置く議論もほとんど見られなくなっている。以下、封建領主概念をめぐる議論を概観していく。

### 4つの封建制概念
日本の歴史における封建制概念は、江戸時代以降の学問史的変遷を経て、主に次の4つの局面を示すに至った。
1. 古代中国に見られた儒学的封建制概念
2. 8世紀後半フランク王国に見られたレーン制との類似性に着目した法制史的封建制概念
3. 中世ヨーロッパ（9世紀 - 13世紀）に見られたフューダリズム (Feudalismus) との近似性に着目した社会史的封建制制度
4. 上記フューダリズムを史的唯物論の立場から農奴制として理解する農奴制的封建制概念

最初の儒学的封建制概念は、江戸時代中期の荻生徂徠や太宰春台にその萌芽が見られ、江戸後期に至り頼山陽らにより確立された。この概念理解は、古代中国に見られた郡県制と封建制を日本の歴史の中にも見出そうとする試みであり、律令国家によって完成した郡県制が、平安時代の荘園の増加と武士の発生によって崩壊し、鎌倉幕府の登場をもって封建制の開始とするものであった。これにより、武家政権の時代が封建時代という観念が生じ、武士領主を封建領主として認識する素地もまたここに生まれたのであり、この観念は後の封建制議論にも多かれ少なかれ影響を及ぼしている。
明治に入り、日本にも西欧史研究が本格的に導入されると、西欧のフューダリズムが封建と翻訳されるようになった。これは脱亜入欧の風潮を背景とし、無意識のうちに西欧史と日本史との共通点を見出そうとしたことによるものと考えられている。こうした状況のもと明治30年代になると、西欧史に見るレーン制に酷似した制度が日本史上にも見出せるとする主張が中田薫、福田徳三、三浦周行らから相次いで唱えられ、法制史的封建制概念が登場した。もっともこのレーン制は8世紀後半のフランク王国とその影響下にのみ見られる限定的な歴史概念ではあったが、中田によると、欧州封建制（レーン制）は土地恩給制と家人制との結合によって成立しているのに対し、日本においても、土地恩給制 = 荘園制と家人制 = 武士主従制の結合によって封建制が成立しており、平安期中葉に結合が始まり室町期中葉に完成した、としている。マックス・ヴェーバーの日本封建制の理解もこれと同様のものだが、ここで説かれる封建制概念は支配階層内部の関係を議論の対象とするものであり、支配階層が持つ封建領主としての面については家産制・荘園制の問題として論じられた。
社会史的封建概念は、9世紀から13世紀までの中世ヨーロッパに広く見られたフューダリズムとの比較の中から生まれたもので、朝河貫一やエドウィン・O・ライシャワーらにより確立された。フューダリズムは、国王を頂点とする身分制度、騎士が支配階級として生産者階級である農奴を支配、政治権力や土地への権利は分権的かつ重層的に混在、公権と私権の混交、などの社会的特徴を持っており、世界史的に見ても特殊な社会体制と言えるが、朝河らはヨーロッパの中世的土地所有と中世日本の職（しき）との比較研究などを通じて、フューダリズムが日本の中世社会と強い近似性を示しているとした。
史的唯物論の影響下で生まれた農奴制的封建制概念は、昭和初期ごろ野呂栄太郎らに始まった。史的唯物論の歴史発展段階理論によれば、近代ブルジョア的生産様式（資本制）に先立つ歴史段階として封建的生産様式（農奴制）が存在し、そこでは封建領主が土地を所有し農奴を支配していた、とする規定がなされていた。第二次世界大戦後には史的唯物論が歴史学界の主潮流の一つとなったため、中世・近世社会が農奴制的封建制と言えるかどうかが中世史・近世史研究の中心的位置を占めるに至った。農奴制的封建制概念では、封建領主と農奴との関係が理論的根幹をなしており、他の封建制概念よりも封建領主を重視することになった。戦後の封建領主論は、中世・近世ともに農奴制封建制概念の強い影響を受けて展開した。

### 中世日本の封建領主
中世封建制をめぐる議論は大きく3つの流れに整理できる。石母田正の「領主制理論」、安良城盛昭の荘園制解体=封建制成立説、戸田芳実の荘園制=封建制説である。
石母田は律令制古代社会をアジア的共同体関係と家父長制的奴隷制の2概念で規定し、家父長制下にある奴隷が農奴へ成長することで封建制社会へ移行したと考えた。この移行は長期にわたり、10世紀の農村における領主-農奴関係の登場をその萌芽とし、12世紀末の鎌倉幕府成立、14世紀の南北朝争乱などの段階を踏んで、守護大名による地域的封建制の確立をもって、封建制の完成に至ったとしている。また石母田は荘園制を古代的要素と規定したため、封建制と荘園制の相互の位置づけが曖昧となった。この説では、平安時代中期に登場した開発領主、鎌倉幕府の成立とともに成長していった武士の在地領主、南北朝争乱を経て地域的支配権を獲得した守護大名が封建領主として認識され、荘園領主は封建領主と認識されない。
これに対して安良城は、中世荘園制を家父長制的奴隷制と規定し、16世紀末の荘園制解体（太閤検地）をもってようやく封建制 = 幕藩体制が成立したと論じた。石母田による荘園制の曖昧な位置づけに対する反論として提出された安良城説は、1950年代中盤から1960年代にかけて日本封建制成立論争（太閤検地論争）を引き起こした。この安良城説では、近世大名のみが封建領主として定義されることになる。
石母田・安良城説に対し、戸田は院政期に成立した荘園制社会こそ封建制の具体的展開であるとした。戸田は律令制をアジア的共同体および相対的奴隷制と規定した上で、10世紀の律令制解体の過程で名田経営体である富豪層が登場して、富豪層が農民を従属させて農奴化して農奴主経営を開始したとし、その両極に領主経営と自立的小農民の小経営を設定した。これらの経営体は、平安後期までに農民ないし他の小経営を隷属させて農奴となし、自らは名主・在地領主として成長した。戸田は荘園制における職の体系を封建的知行体系として理解した。この説によれば、荘園制における領主は封建領主として認識されるので、武士の在地領主だけでなく公家・寺社からなる荘園領主も封建領主と規定される。黒田俊雄による権門体制論も、封建領主たる公家・寺社・武家が相補関係的な支配体制を構築していたとする点で、戸田説と通底している。
以上のように、中世の封建領主像については諸説に一致をみないまま推移したが、一応は戸田説が有力なものとされていた。

### 近世日本の封建領主
近世日本の社会を封建と呼ぶことは既に江戸時代から始まっていたが、明治以降に進んだ西欧封建制との比較の中でも近世社会を封建制とみることが通説となっていった。マルクス主義歴史学においてもそれは同様で、特にカール・マルクスが『資本論』第1巻第24章での註記において、「日本に見られる純封建的な土地所有システムと発達した小農民経営は西欧中世像の再現である」旨を示したことは、近世日本が封建社会であったことの理論的根拠とされた。マルクス主義歴史学だけでなく、新渡戸稲造も『武士道』においてマルクスの記述に触れ、武士道の根元である封建制が西欧と日本に見られることを述べているように、その影響は小さくなかった。
マルクスによって、近世社会は純粋封建制と認識されるようになった。中世封建制と近世封建制とはあまりにも異質であるが、中世封建制が一旦解体した後に近世封建制が再建されたとする説が昭和初期から戦後にかけて唱えられた。再建されてより純粋な封建制が成立したとする見解である。1950年代には安良城盛昭の太閤検地によって封建制が成立したとする封建革命説が登場し、近世に純粋封建制が存在したことが理論的に補強された。これらの純粋封建制では、近世大名や一部の武士が封建領主とされる。

### 封建制概念に対する疑問
日本の封建制、封建領主をめぐる議論は以上のような展開を示したが、1980年代 - 1990年代以降、封建制ないし封建領主というカテゴリに対する疑問が提示され始めた。
まず、近世封建制について、封建領主たる大名や一部の武士も土地・人民を支配していたわけではなく、石高に相当する年貢・夫役の徴収権を有するに過ぎなかったこと、幕藩体制下での主従関係には、中世西欧のそれのと大きな差異も見られたことなどを理由として、近世社会を封建制ととらえることの学問的妥当性に強い疑問が出された。また、日本封建制論の理論的根拠となっているマルクス『資本論』の註記は近世日本が封建制社会であることを論理的に立証したのではなく、単にラザフォード・オールコックの『大君の都』への皮肉として書かれたものとする保立道久の論証もなされている。近世社会研究は、封建制という定式化された歴史概念に拘泥せず、幕藩制国家論や社会構造論の方向へシフトしていった。
中世史研究においても同様で、中世社会を封建制、中世領主を封建領主ととらえる議論は1980年代末ごろを境に大幅に減少した。1960年代から守護領国制をめぐる議論の中で、守護大名の非領主的性格が指摘され、守護大名を封建領主として定義することへの疑問は既に提示されていた。1980年代ごろから社会史研究の視座が広がっていく中で、領主層を封建領主または非封建領主と見るのではなく、その当時の社会構造をいかに規定し、領主層がその中でいかなる役割を果たしたか、という方向へ議論が深まっていき、1990年代から2000年代になると封建制ないし封建領主概念が論じられることは非常にまれとなった。現在でも封建領主という用語が使われることはあるが、積極的な意味づけがなされていることは少ない。
また、封建制を西欧および日本のみに見られる例外的な社会構造とする議論も、現在の学術水準では疑問視される傾向にある。そもそも西欧封建制と日本封建制との間に大小様々な相違が存在しており、仮に日本中世・近世社会を封建制と見たとしても、同様の社会構造がインドや東南アジアにも検出されており、決して西欧と日本に特化した社会体制とは言えないことなどが指摘されている。封建制を西欧と日本のみのものとする主張は皆無ではないが、保守言論を中心にごく一部で見られるにとどまっている。